# Мамарасулов, Салиджан
Салиджан Мамарасулович Мамарасулов (узб. Solijon Mamarasulovich Mamarasulov; 1 июня 1930, с. Кара-Курган, Мархаматский район, Андижанский округ, Узбекская ССР, СССР — 17 января 2005, Ташкент, Узбекистан) — советский узбекский партийный и государственный деятель. Кандидат технических наук (1977).

## Биография
Родился 1 июля 1930 в селе Кара-Курган Мархаматского района Андижанского округа Узбекской ССР. По национальности узбек. Член КПСС с 1958.

### Образование
В 1953 окончил Ташкентский институт инженеров ирригации и механизации сельского хозяйства.
В 1977 во Всесоюзном НИИ гидротехники и мелиорации имени А. Н. Костякова защитил диссертацию на соискание учёной степени кандидата технических наук. Тема диссертации: «Вопросы развития мелиорации в бассейне реки Зарафшан».

### Трудовая деятельность
В 1953-62 годах — инженер-проектировщик, ст. инженер, зам. нач., нач. экспедиции, зам. дир., дир. института «Узгипроводхоз»
В 1962—1964 годах — директор института «Средазгипроводхоз»
В 1964—1965 годах — 1-й зам. министра водного хозяйства Узбекской ССР — нач. Главного управления водохозяйственного строительства
В 1953—1964 годах — на научно-технической работе.
В 1965—1977 годах — министр мелиорации и водного хозяйства Узбекской ССР
В 1977—1978 годах — заместитель председателя Совета Министров Узбекской ССР
В 1978—1985 годах — первый секретарь Андижанского обкома КП Узбекистана
В 1985—1989 годах — первый секретарь Сурхандарьинского обкома КП Узбекистана
В 1989—1991 годах — первый секретарь Ташкентского обкома КП Узбекистана
В 1990—1991 годах — председатель Ташкентского областного Совета.
Член ЦК КПСС в 1990—1991 годах (кандидат в 1986—1990 годах), член ЦРК КПСС в 1981—1986 годах. Депутат Совета Союза Верховного Совета СССР 10-11 созывов (1979—1989) от Андижанской области. Народный депутат СССР.
Умер 17 января 2005.